# Jesús Abad Colorado
Jesús Abad Colorado (* 1967) je kolumbijský fotožurnalista. Jeho práce se zaměřuje na lidská práva a ozbrojené konflikty.
Narodil se v roce 1967 v Medellínu v Kolumbii. Získal bakalářský titul v oboru komunikace na University of Antioquia. V letech 1992 až 2001 pracoval jako fotograf pro medellínské noviny El Colombiano. Jeho práce byla vystavena na více než 30 výstavách a byla vystavena také na mezinárodní úrovni. Je spoluautorem dvou knih, Relatos e Imágenes: El desplazamiento Forzado en Colombia (Příběhy a obrazy: Nucené vnitřní vysídlení v Kolumbii) a Desde la prisión, realidades de las cárceles en Colombia (Z vězení, Realita věznic v Kolumbie) a spolupracoval na mnoha dalších knihách na téma lidských práv. 
V roce 2000 byl unesen na zátarasu partyzány Národní osvobozenecké armády a držen dva dny v zajetí.
Jeho práce byla oceněna řadou ocenění. Třikrát získal Cenu Simóna Bolivara za žurnalistiku. V roce 2006 mu byla udělena Prix Caritas od Švýcarské Charity a CPJ International Press Freedom Award od Výboru pro ochranu novinářů. Výbor na ochranu novinářů nikdy předtím toto ocenění fotoreportérovi neudělil. V roce 2009 byl uveden na shortlistu na Prix Pictet. 

## Raný život
Jesús Abdad Colorado měl abnormální dětství. Nebyl jako většina dětí kvůli tomu, že byl vystaven válečným podmínkám v Kolumbii. Colorado pocházelo z rodiny antioquijských farmářů. Jeho život se rychle změnil poté, co jeho dědeček a strýc byli popraveni během nepokojů, ke kterým došlo během kolumbijského konfliktu. Tato tragédie podnítila jeho empatickou povahu a způsobila, že se nesnažil pomstít vrahům své rodiny, ale přesto nevyprávěl příběh svých příbuzných.
Kolumbijský konflikt způsobil, že Colorado začal používat fotografickou kameru. Věděl, že je třeba vyprávět příběhy, ale strach z psaní mu bránil stát se novinářem. Věděl však, že dokáže zachytit pravou podstatu světských lidí prostřednictvím bolesti, rovnosti a lidských práv. "Válku reprezentují média banálním způsobem, který mění lidský život ve statistiky. Já fotografuji, stavím se čelem k lidem, dívám se jim do očí, abych pojmenoval ty, které jsem viděl mnohokrát plakat, ale i ty které jsem viděl, jak se znovu zvedli a vždy respektovali svou lidskost,“ řekl Colorado.

## Kariéra
Během své 25leté kariéry ve fotografii nasbíral Colorado zkušenosti a řadu ocenění v oboru. Colorado začal svou kariéru jako fotoreportér pro přední noviny v Medellínu, Kolumbii, El Colombiano. Pracoval pro ně v letech 1992 až 2001. Během této doby si Colorado svými fotografiemi začal dělat jméno. V roce 1997 byl Colorado spoluautorem Relatos e Imágenes: El desplazamiento Forzado en Colombia. Poté vydal svou vlastní knihu Contra El Olvido, která je sbírkou kolumbijských fotografií konfliktů z roku 1998. Colorado třikrát získal cenu Simone Bolivar (2000, 2001 a 2003). Cena se uděluje někomu, kdo se osvědčil jako latinskoamerický „hrdina“. V letech 2003 až 2005 vystavil Colorado svá díla na své výstavě Memoria la Guerra Olvidada en Colombia (Paměť: Zapomenutá válka v Kolumbii). Série byla také vystavena ve švýcarském parlamentu na dalších místech, včetně OSN v Ženevě. V roce 2006 byl oceněn Švýcarskou Charitou za obhajobu sociální spravedlnosti prostřednictvím svých snímků a jako vůbec první fotožurnalista v historii obdržel Mezinárodní cenu za svobodu tisku od The Committee to Protect Journalists (CPJ). V roce 2009 se Colorado stalo spoluautorem další knihy, Desde la prisión, realidades de las cárceles en Colombia (Z vězení, realita věznic v Kolumbii). Výstava „El Testigo“ byla otevřena 20. října 2019 a obsahovala 557 snímků Colorada, které zaznamenaly 25 let ozbrojeného konfliktu v Kolumbii. Původní trvání výstavy (3 měsíce) bylo prodlouženo na rok kvůli 280 000 lidí, kteří ji již navštívili v kolumbijském hlavním městě Bogotě. Sbírka je citována jako „výstava, která měla největší dopad na společnost v Bogotě“.

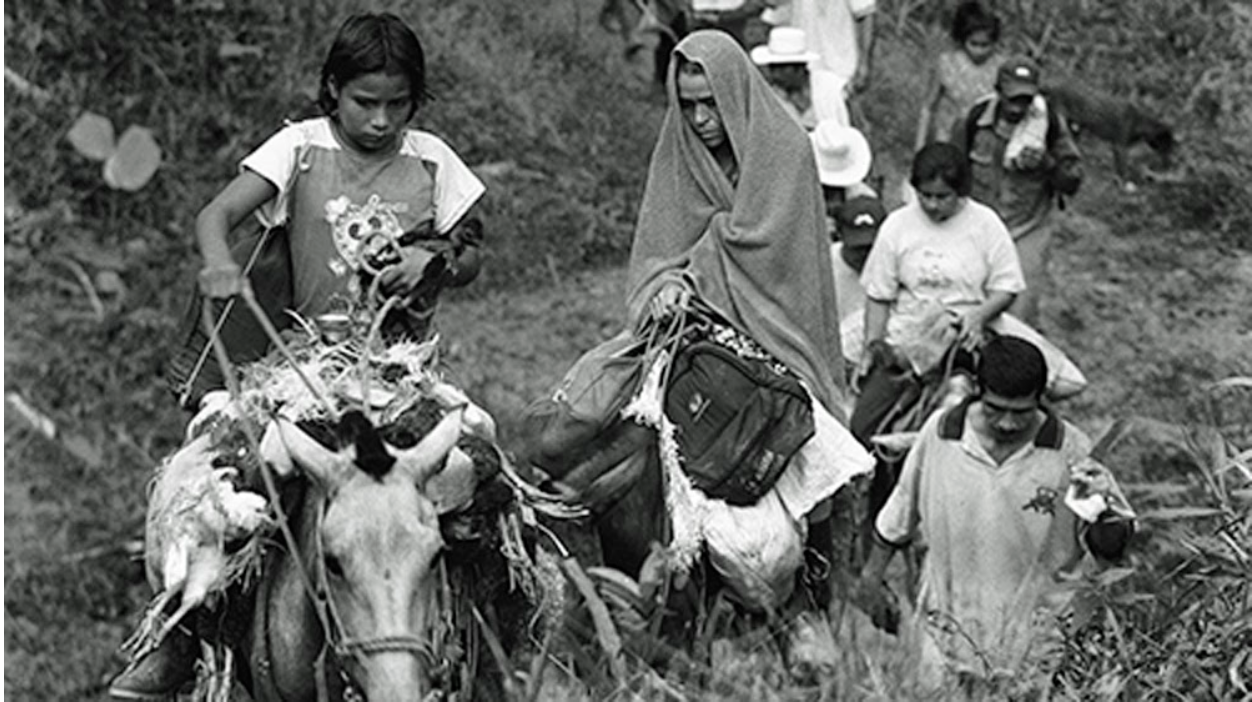
Biblický obraz rolníků, kteří opouštějí svou vesnici San José de Apartadó po masakru paramilitáry za pomoci armády

## Politika
Fotografická kariéra Jesúse Abada Colorada odstartovala, když v roce 1992 získal svou první práci jako fotograf pro noviny Medellían. Primární věci, na které se Colorado zaměřuje, jsou lidská práva a ozbrojené konflikty. Colorado vyrostl ve městě San Carlos, Antioquia. Město dostalo přídomek „násilí“ kvůli všem politickým konfliktům, které se tam odehrávaly. Město bylo rozděleno na dvě části – konzervativní a liberální. Jeho rodina byli liberálové žijící v tradičním městě. Než se Colorado narodil, byli jeho prarodiče uprostřed této strašlivé války zavražděni. Celý tento konflikt vyvolala RAFC, revoluční ozbrojené síly Kolumbie. RAFC je největší kolumbijská povstalecká skupina, která sehrála klíčovou roli ve válce, která Kolumbii pohltila na více než dvacet let. Tato válka inspirovala Colorada k tomu, aby začal fotografovat v Jižní Americe. Přestože byl uprostřed politické války, Colorado si nikdy nevybíral strany, pokud jde o jeho postoj k politice; vše, co dělal, bylo zachytit hrůzu války. Více než to, Colorado byl často jediným fotoreportérem, který navštívil místa masakrů. Nechtěl zachytit důvod konfliktu, ale spíše to, co následovalo. Jeho fotografie byla tak silná a dojemná, že dokázal zachytit syrové emoce těch, kteří utrpěli ztráty od RAFC. Colorado nikdy nepropagoval myšlenku této války a nikdy nezachytil žádné fotografie generálů nebo kapitánů, pouze nižších rebelů a civilistů. Jeho primárními cíli byli nevinní civilisté postižení válkou. Colorado to dělal, aby vrhl světlo a upozornil na tak temnou dobu ve společnosti.

## Významné životní události
Dne 4. října 2019 obdržel Colorado cenu za celoživotní dílo, cenu Gabo. Cena Gabo byla udělena Coloradovi za příkladnou dokonalost fotožurnalistiky. Ocenění převzal ve svém rodném městě. Colorado chápe důležitost rovnosti a pocitu důstojnosti pro všechny oběti. Colorado svou cenu nepřijal sám. Čtyři z jeho lidí, na jeho slavných fotografiích, byli pozváni, aby se zúčastnili ceremonie s ním. Colorado zaplatil za jejich účast. "Chápu žurnalistiku jako vzpomínku, ne jako záznam jednoho dne. Chápu to jako budování širšího příběhu země," řekl Colorado.

## Osobní život
Jesús Abad Colorado se narodil v Medellínu v Kolumbii v roce 1967 poté, co jeho rodiče uprchli ze San Carlos v Antioquii poté, co jeho strýc a děd byli zabiti kvůli politickým nepokojům. Ke konfliktu v Kolumbii došlo v důsledku útoků založených na stranictví uvnitř národa. Útoky na liberální občany byly brutální a Coloradovi rodiče byli jedni z mála v extrémně konzervativní oblasti. Rodina dorazila do Medellínu s velmi malým majetkem. Jesús měl sedm sourozenců, včetně pěstounské sestry. Coloradův otec začal v roce 1961 pracovat jako stavitel pro The National University of Colombia; jeho matka byla předtím učitelkou v San Carlos. Colorado se začal každý den připojovat ke svému otci v práci a naučil se číst studiem graffiti a politických protestních zpráv. Jesúsův otec zemřel v roce 2018 a Colorado ho považuje za nedílnou součást jeho úspěchu a inspirace. Být zastáncem zrušení politického násilí v Kolumbii, což mu přineslo nepřátele i uznání. Dvakrát byl unesen levicovými partyzány. Jednou v říjnu 2000 partyzáni z Národní osvobozenecké armády unesli Colorado na zátarase a drželi ho dva dny v zajetí. Colorado se oddal své práci a obhajoval sociální spravedlnost, nikdy se neoženil ani neměl vlastní děti.

## Odkaz
Když přijde na otázku o dědictví Jesúse Abada v Coloradu, nejde o to, co udělal; jde o to, kde to začalo. Jeho odkaz by se mohl začít měřit počtem ocenění a uznání, které získal za statečnost na poli fotožurnalistiky. Colorado získal třikrát cenu Simona Bolivara za žurnalistiku spolu s cenou Caritas ve Švýcarsku. Colorado vyhrál CPJ International Press Freedom Award, jmenované výborem na ochranu novinářů a byl prvním fotoreportérem, který kdy získal toto ocenění. Úspěch jeho odkazu by se dal měřit i na jeho snímcích. Byl jedním z prvních fotoreportérů, kteří se dostali do centra zmíněného konfliktu. Odvaha a statečnost, kterou Jesús prokázal, byla odrazovým můstkem pro fotoreportéry, kteří šli v jeho stopách. Nejvýznamnější věcí, kterou udělal, je jeho jedinečná schopnost zachytit takové emoce a krásu na fotografiích, zatímco je obklopen negativitou a násilím.